# باشگاه فوتبال اس‌وی زاندهاوزن
باشگاه فوتبال اس‌وی زاندهاوزن (انگلیسی: SV Sandhausen) باشگاه فوتبالی است که در شهر زاندهاوزن در ایالت بادن-ووتمبرگ قرار دارد. 
این باشگاه هم‌اکنون در بوندس‌لیگا ۲ بازی می‌کند.